# Xanthoparmelia olifantensis
Xanthoparmelia olifantensis är en lavart som beskrevs av Hale. Xanthoparmelia olifantensis ingår i släktet Xanthoparmelia och familjen Parmeliaceae.   Inga underarter finns listade i Catalogue of Life.